# وجهة نظر أرتور شوبنهاور حول حقوق الحيوان
كان أرتور شوبنهاور فيلسوفًا ألمانيًا من القرن التاسع عشر. كان من أوائل المدافعين عن حقوق الحيوان، مُخالفًا الفكرة السائدة آنذاك بأن الحيوانات لا حقوق لها، وأن قيمتها البشرية مجرد أداة. ووفقًا لشوبنهاور، "إن افتراض أن الحيوانات بلا حقوق، والوهم بأن معاملتنا لها لا تحمل أي أهمية أخلاقية، هو مثال صارخ على فظاظة الغرب ووحشيته. الرحمة الشاملة هي الضمانة الوحيدة للأخلاق". جادل أرتور شوبنهاور بوجوب معاملة الحيوانات باحترام وتعاطف، لأنها، مثل البشر، تخضع للإرادة الميتافيزيقية، وتعاني من المعاناة والرغبة نتيجة لذلك.

## الخلفية
منذ فجر التاريخ، كان يُفترض أن للحيوانات حقوق أقل من حقوق البشر، مع استثناءات قليلة في بعض المذاهب الفلسفية والدينية. وقد توصل آرثر شوبنهاور، متأثرًا بالمدرسة الفلسفية البوذية، إلى استنتاج مفاده أن الحيوانات تخضع لشكل من أشكال الإرادة الميتافيزيقية، وأنها بالتالي عرضة للمعاناة والرغبة الشديدة.